# Пильна
Пи́льна — село в Україні, у Липецькій громаді Харківського району Харківської області. Населення становить 220 осіб. Колишній орган місцевого самоврядування — Лук'янцівська сільська рада.

## Географія
Село Пильна знаходиться на правому березі річки Липець в місці впадання в неї річки Липчик (права притока), вище за течією на відстані 4 км розташоване село Вергелевка, нижче за течією на відстані 3 км розташоване село Лук'янці. Село знаходиться на кордоні з Росією. Навколо село розташовані великі садові масиви.